# Perfect (chanson de One Direction)
Singles de One Direction
Drag Me Down
(2015) History
(2015)
Clip vidéo
[vidéo] « Perfect », sur YouTube
Perfect est une chanson du boys band britannique One Direction extraite de leur cinquième album studio, sorti en novembre 2015 et intitulé Made in the A.M.
La chanson a été publiée en single en octobre 2015. (Au Royaume-Uni, quatre semaines avant la sortie de l'album.) C'était le deuxième single de cet album (après Drag Me Down).
La chanson a débuté à la 2e place du hit-parade britannique (dans la semaine du 23 au 29 octobre).
Aux États-Unis, elle a atteint la 10e place (dans le Hot 100 de Billboard pour la semaine du 7 novembre 2015).